# Stephanie Niznik
Stephanie Lynne Niznik (Bangor, Maine, 20 de mayo de 1967-Encino, Los Ángeles, California, 23 de junio de 2019) fue una actriz estadounidense.

## Biografía
Ha aparecido en numerosas series de televisión, si bien la fama le llegó al interpretar el personaje de Nina en Everwood. 
Falleció 23 de junio de 2019 en la localidad californiana de Encino, por causas aún desconocidas. La noticia sobre su fallecimiento fue publicada en la revista Variety el 13 de julio de 2019.

## Carrera
- Exit to Eden (1994) (Serie, como Diana).
- Vanishing Son (1995) (Serie,como Jufith Philips).
- Renegade (1995) Papel Episódico como Laurie Hayes.
- Murder, She Wrote (1995) Papel Episódico como Dorie Saunders.
- Dear God (1996) Serie, como Emanda Maine.
- The Sentinel (1996) Papel Episódico, como Maggie Bryce.
- Apollo 11 (1996) Serie, Reportera N.º 3.
- The Guardian (1997)
- Dr. Quinn, Medicine Woman (1997) Papel Episódico, como Rose.
- Sliders (1997) Papel Episódico, Debra Carol.
- The Twilight of the Golds (1997) Como Shauna.
- JAG (1997) Papel Episódico, como Hobo Green.
- Memorial Day (1998) como Robin Coners.
- Mr. Murder (1998) como Dr. Roget
- L.A. Doctors (1998) como Alyssa.
- Emma's Wish (1998) como Kelly Short.
- Profiler (1998) Papel Episódico, como Susan Moss.
- Inferno (1998) Como Erika.
- Star Trek: Insurrection (1998) como Perim.
- Kismet (1999) como Stephanie.
- Viper (1999) Papel Episódico como Lena.
- Nash Bridges (1999) Papel Episódico, Riley Parker.
- Anywhere but There (1999) Camarera.
- Family Laws (1999) Papel Episódico, Tina Holmes
- Diagnosis Murder (1998-2000) Papel Episódico, como Laura Caine.
- Spiders 2 (2001)
- Epoch (2001) KZ Czaban
- Beyond The City Limits (2001) Papel Episódico,como reportera.
- Enterprise (2002) Papel Episódico.
- Everwood (2002-2006) Como Nina Feeney.
- The Twenty (2007) como Dot.
- Anatomía de Grey (2007) Papel Episódico, como Caroll.
- Traveler (2007) Papel Episódico, como Kate.
- Life is Wild (2007-2008) como Jo-Weller.
- CSI: Miami (2008) Papel Episódico, como Deborah Radley.
- Lost (2009) Episodio The Little Prince, como Dr. Evelyn Ariza.